# Brontomerus
Brontomerus – rodzaj zauropoda żyjącego we wczesnej kredzie na terenach dzisiejszej Ameryki Północnej. Od innych zauropodów odróżnia go budowa kości biodrowej, wskazująca na silne umięśnienie kończyn tylnych. Dokładna pozycja filogenetyczna Brontomerus nie jest jasna – najprawdopodobniej należy on do grupy Camarasauromorpha, być może również do mniejszych grup wewnątrz tego kladu: Titanosauriformes i Somphospondyli.

## Budowa
Brontomerus jest znany z holotypowej kości biodrowej (OMNH 66430) oraz przypisywanych skamieniałości obejmujących kręgi, żebro piersiowe, dwie niekompletne płyty mostkowe i niemal kompletną lewą łopatkę mierzącą 98 cm długości. Kość biodrowa stanowi zaledwie około 1/3 wielkości łopatki, co dowodzi, że szczątki te należą do co najmniej dwóch osobników – juwenilnego holotypu i osobnika dojrzałego. Wszystkie informatywne elementy wykazują cechy typowe dla grupy Titanosauriformes, dlatego autorzy uznali za bardziej prawdopodobną ich przynależność do jednego taksonu.
Płat przedpanewkowy (preacetabular lobe) kości biodrowej jest większy niż u jakiegokolwiek innego zauropoda, płat zapanewkowy jest silnie zredukowany, a kość biodrowa proporcjonalnie wyższa niż u innych zauropodów. Szypułka kulszowa (ischiadic peduncle) jest zredukowana do niewielkiego wyrostka z tylnej części kości biodrowej. Wysokość nadpanewkowego fragmentu kości biodrowej stanowi 52% jej całkowitej długości – u pozostałych znanych zauropodów nie przekracza ona 45%, a przeważnie wynosi około 40%. Proporcjami kość biodrowa Brontomerus przypomina tę należącą do brachiozauryda Giraffatitan. Ze względu na brak kości łonowej, kulszowej, udowej lub przednich kręgów ogonowych interpretacja funkcjonalna kości biodrowej Brontomerus jest utrudniona. Duża część przedpanewkowa zapewnia miejsca przyczepu mięśni protrakcyjnych, umożliwiających silny ruch kończyny ku przodowi. Nie wiadomo, czy mięśnie retrakcyjne były równie silnie wykształcone – jeśli tak, Brontomerus mógł mieć wyjątkowo umięśnione kończyny jak na zauropoda i byłby w stanie bardzo mocno kopać. Autorzy nie wykluczyli, że stosunkowo duże mięśnie mogły służyć do poruszania bardzo długimi nogami – jeśli ta interpretacja jest poprawna, Brontomerus wieloma cechami przypominałby żyrafę.

## Systematyka

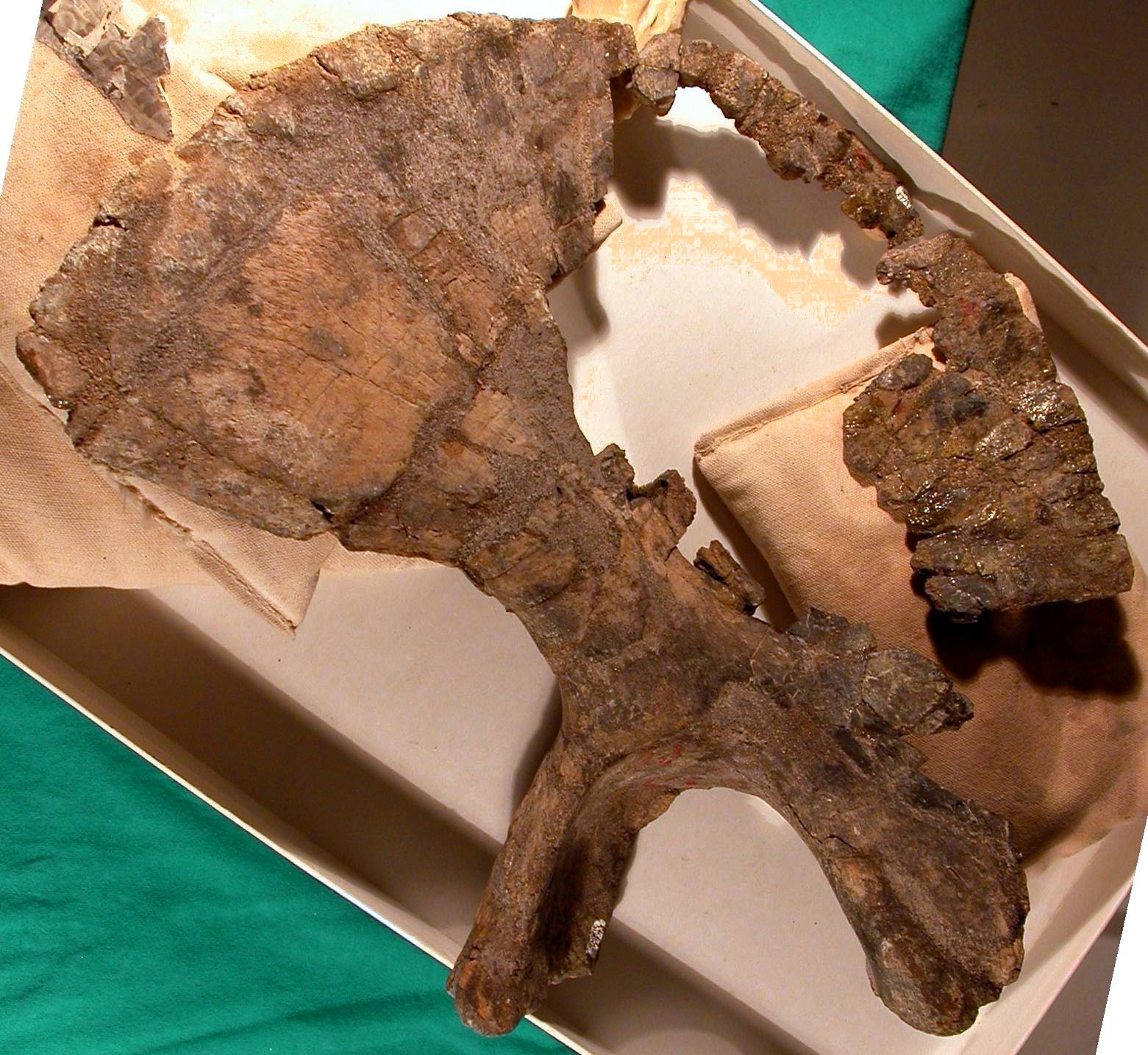
Kość biodrowa

Taylor i współpracownicy przeprowadzili analizę filogenetyczną opierającą się na matrycy danych z analizy Harrisa z 2006 roku. Na drzewie ścisłego konsensusu, wygenerowanego na podstawie 180 najbardziej parsymonicznych drzew, Brontomerus znajduje się w kladzie Titanosauriformes, jednak pokrewieństwo wewnątrz niego nie jest pewne – rodzaje Brontomerus, Brachiosaurus, Euhelopus, Malawisaurus, Nemegtosaurus, Rapetosaurus, Alamosaurus, Isisaurus i klad Saltasauridae z rodzajami Saltasaurus i Opisthocoelicaudia znajdują się w politomii. Poszczególne z najbardziej parsymonicznych drzew wskazywały na pozycję Brontomerus jako przedstawiciela Camarasauromorpha nienależącego do Titanosauriformes, bazalnego Titanosauriformes, bazalnego przedstawiciela Somphospondyli, takson siostrzany dla Euhelopus, bazalnego tytanozaura, bazalnego Lithostrotia lub zaawansowanego przedstawiciela tej grupy nienależącego do Saltasauridae. Wydłużenie drzewa o jeden stopień skutkowałoby pozycją Brontomerus jako brachiozauryda, bazalnego Macronaria, bazalnego diplodokokształtnego lub poza grupą Neosauropoda. Zastosowanie reguły 50% większości (50% majority rule) wskazuje na pozycję Brontomerus jako bazalnego przedstawiciela Somphospondyli znajdującego się w trychotomii z Euhelopus i kladem Titanosauria, którą autorzy uznali za najbardziej prawdopodobną. Uwzględnienie w analizie jedynie holotypu Brontomerus skutkowałoby znacznie bardziej niepewną pozycją – w każdym razie jako euzauropoda bardziej zaawansowanego niż szunozaur.

## Historia odkryć
Skamieniałości Brontomerus zostały odkryte w latach 1994–1995 na stanowisku OMNH V857, znanym jako Hotel Mesa Quarry, położonym na wschodzie hrabstwa Grand w Utah. Skały, z których wydobyto szczątki, należą do ogniwa Ruby Ranch formacji Burro Canyon (przez autorów traktowanego jako część formacji Cedar Mountain, będącej tego samego wieku co Burro Canyon), obejmującej osady datowane na apt i alb. Kość biodrowa i łopatka Brontomerus zostały wspomniane w 1997 roku przez Jamesa Kirklanda i współpracowników, którzy stwierdzili, że są „porównywalne do pleurocela” – wówczas jedynego znanego wczesnokredowego zauropoda z Ameryki Północnej. Brontomerus oraz gatunek typowy rodzaju, B. mcintoshi, zostały opisane w 2011 roku przez Michaela Taylora, Mathew Wedela i Richarda Cifelliego. Nazwa Brontomerus pochodzi od greckich słów bronto ("grom") i merós ("udo"), co odnosi się do prawdopodobnego silnego umięśnienia tylnych kończyn. Nazwa gatunkowa mcintoshi honoruje Johna McIntosha, który przez wiele lat badał zauropody.